# Szerbhorvát nyelv

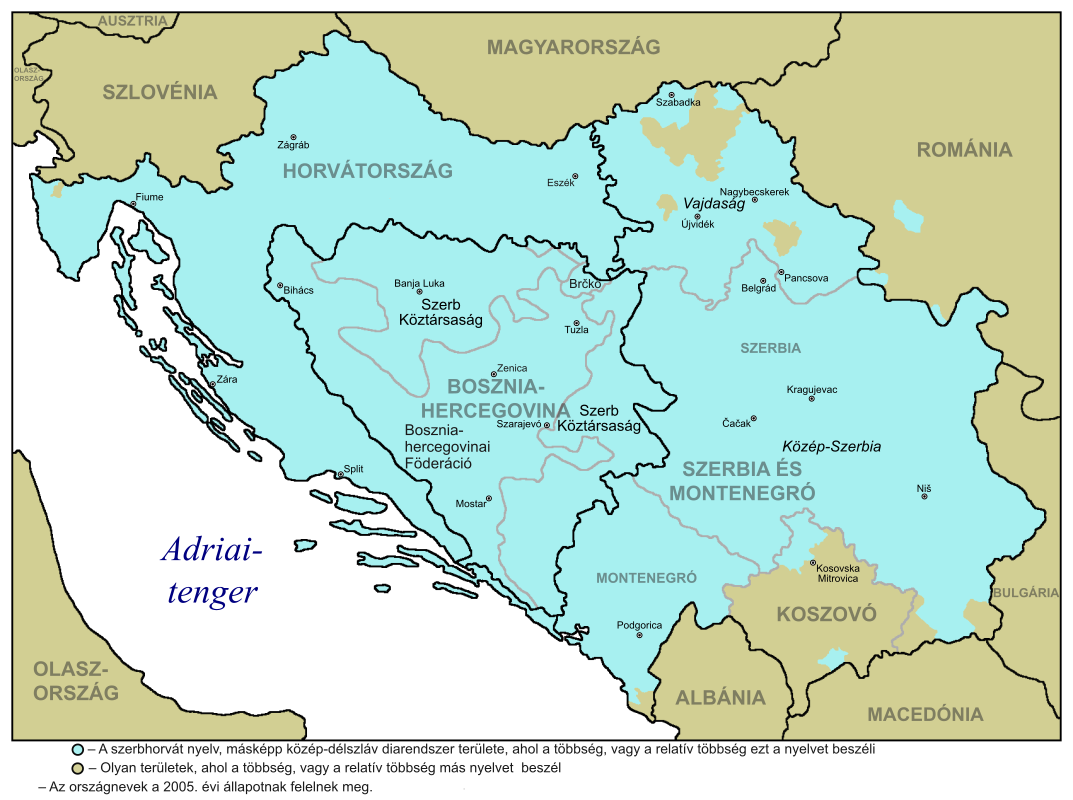
A szerbhorvát nyelv elterjedése (kék színnel)

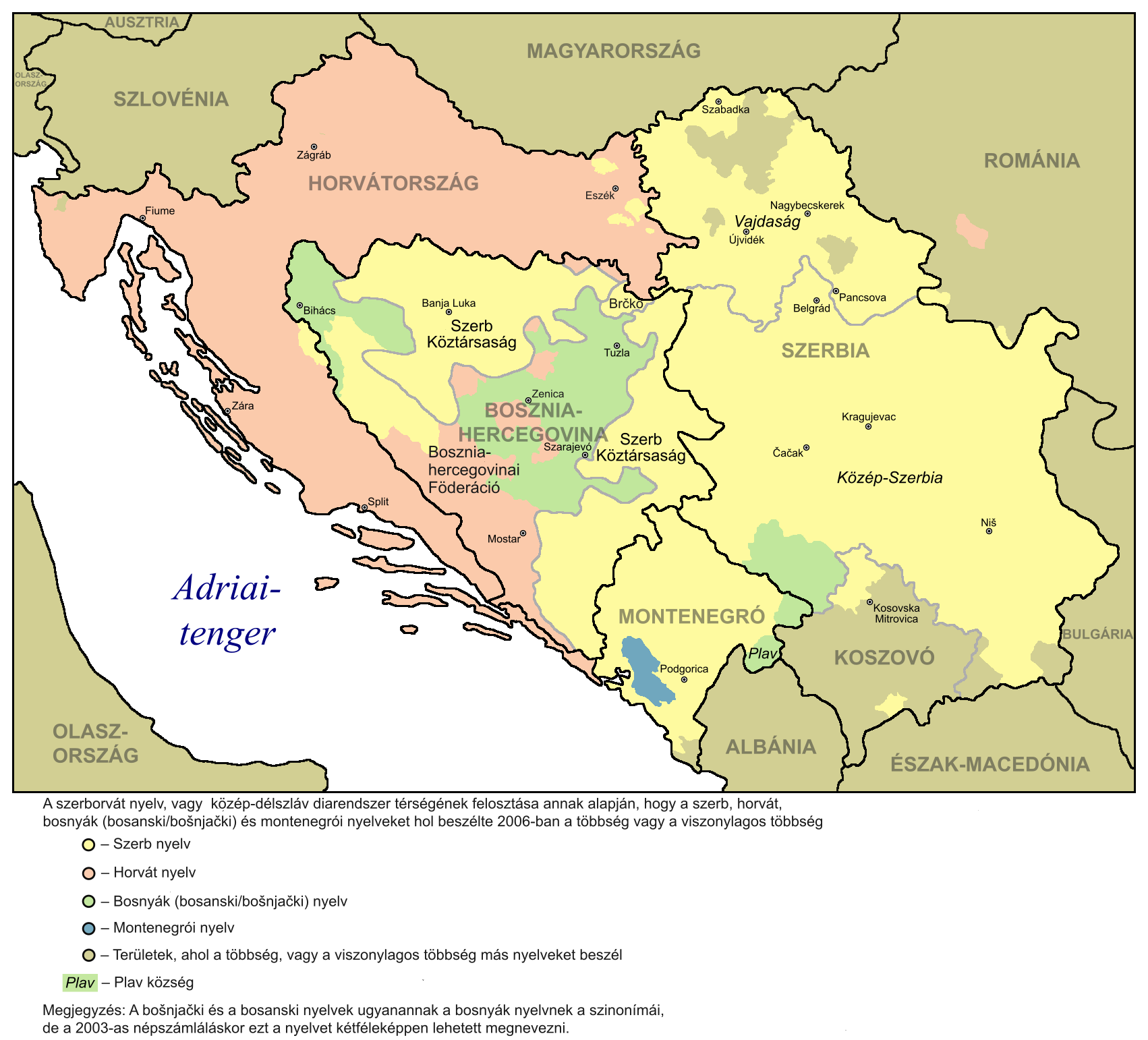
A lakosság abszolút vagy relatív többsége által beszélt, a szerbhorvát nyelvnek megfelelő ausbaunyelvek területi eloszlása (2006-os adatok)
Szerb nyelv
Horvát nyelv
Bosnyák nyelv
Montenegrói nyelv
A lakosság abszolút vagy relatív többsége által beszélt más nyelvek

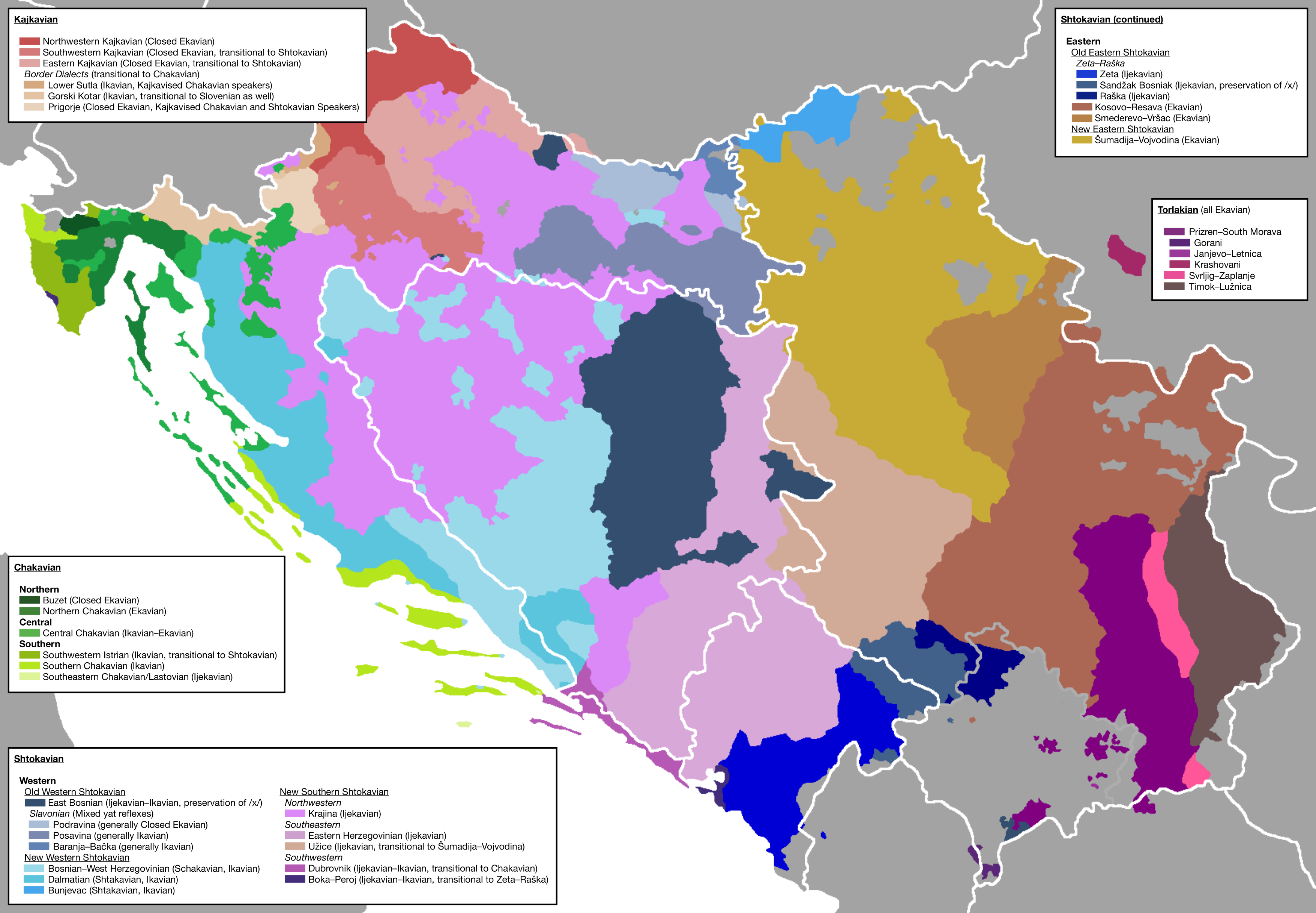
A szerbhorvát nyelv dialektusai

A szerbhorvát nyelv kifejezés nyelvészek alkotta szakkifejezés, amely a szerbek, a horvátok, a bosnyákok és a montenegróiak által beszélt nyelvet volt hivatott megnevezni. Az egykori Jugoszlávia egyik hivatalos nyelvének elnevezése is volt (a szlovén és a macedón mellett). Az elnevezés ugyancsak hivatalos változatai voltak a „horvátszerb nyelv”, a „horvát vagy szerb nyelv” és a „szerb vagy horvát nyelv”.
A szociolingvisztika szempontjából a „szerbhorvát nyelv” terminus egy abstandnyelvet nevez meg, azaz egy olyan nyelvet, amelynek dialektusai elegendő számú közös, tárgyilagosan megállapított szerkezeti tulajdonságokkal rendelkeznek ahhoz, hogy egységes rendszert alkossanak. Ugyanakkor ez a nyelvi entitás négy külön sztenderd nyelvből áll, amelyek ugyanannyi ausbaunyelvet alkotnak, mindegyiknek hivatalos nyelvi státusza lévén:
- a szerb nyelvnek Szerbiában, Bosznia-Hercegovinában, Montenegróban[1] és egyes helységekben Horvátországban;[2]
- a horvátnak Horvátországban, Bosznia-Hercegovinában, Montenegróban és egyes helységekben Szerbiában;[3]
- a bosnyáknak Bosznia-Hercegovinában, Montenegróban és egyes helységekben Szerbiában;[4]
- a montenegróinak Montenegróban és Szerbia egyik vajdasági községében.[5]

## A szerbhorvát nyelv eszméjének rövid története
A 19. század első fele a romantika és ugyanakkor a nemzeti emancipációra való törekvések időszaka volt Európában. Akkor jelent meg az egy államban egy nyelvet beszélő egy nemzet eszméje. Ez megnyilvánult a szerbeknél és a horvátoknál is, akik idegen hatalmak alatt éltek. A nemzeti szabadságra törekvők fő gondolata az volt, hogy akár ortodoxok, akár katolikusok, akár muszlimok, Horvátország, Dalmácia, Szlavónia, Szerbia, Montenegró, Bosznia és Hercegovina lakosai egy népet alkotnak, mivel ugyanazt a nyelvet beszélik. Ez az időszak Horvátországban a Horvát nemzeti megújulásé volt, melyet az Illír mozgalom szorgalmazott. Vezetője, Ljudevit Gaj, ugyanakkor az a nyelvész volt, aki a legtöbbet tette a korszerű horvát irodalmi nyelv sztenderdjének a kialakításáért, amelyet a štokavski nyelvjárásra és ennek (i)jekavski kiejtésére alapozott. Ez volt a nagy presztízsű, a 16. századtól a 18. századig virágzó dubrovniki irodalom idiómája. Ebből az okból választotta ki ezt a dialektust, valamint a szerbekkel való nyelvi egység érdekében, mivel a szerbek nyelvjárásai is a štokavski dialektus részei voltak. Ugyanabban az időben Szerbiában Vuk Stefanović Karadžić a szerb sztenderd nyelvváltozaton dolgozott a beszélt nyelv alapján, ami egyben a szerb irodalmi nyelv megreformálását is jelentette, amely akkoriban a szerb-szláv és a szlavenoszerb nyelv volt. Egyeztetések is történtek a két nyelv sztenderdizálása közben. Ilyen volt például az ún. „Bécsi megegyezés”, amelyet hét horvát és szerb értelmiségi (köztük Karadžić is) írt alá. Ez egyes közös normákat ajánlott a szerb és a horvát nyelvre vonatkozóan. Azonban a nyelv elnevezése nem volt egységes. Ljudevit Gaj az „illír nyelv”-et preferálta, de Karadžić szerint ez a szerb nyelv volt.
A „szerbhorvát” elnevezés olyan filológusoktól származik, akiknek felkeltette érdeklődését a Karadžić által gyűjtött és publikált népköltészet. Elsőként Jacob Grimm használta 1818-ban, majd Jernej Kopitar szlovén filológus 1822-ben. A terminust az Osztrák–Magyar Monarchia hatóságai is használták, majd más országokban is megjelent, például Franciaországban először 1869-ben. Horvátországban is elfogadták a horvátszerb vagy szerbhorvát elnevezést.
Ettől az időszaktól fogva a nyelvészet tere és a politikáé egybefonódnak a 21. században is. Időszakról időszakra a horvát és a szerb nyelv közötti viszony a kettő egysége és különálló jellege között ingadozik, a beszélőik által átélt történelmi eseményektől függően.
A 19. század második felében Horvátországban több nyelvészeti irányzat jött léttre. Ezek közül a Karadžić eszméit követő „horvát vukovisták”-nak vagy „fiatal nyelvészek”-nek nevezett iskola tett szert a legnagyobb befolyásra a 19. század végén és a 20. elején. Nekik sikerült végleg bevezettetniük a štokavski alapú nyelvi sztenderdet.
Bosznia-Hercegovina elfoglalása után (1878) az osztrákok megpróbálták meghonosítani a bosnyák nyelv eszméjét, de az itteni szerbek és horvátok ellene voltak, és a hatóságok lemondtak róla. 1907-ben bevezették hivatalosan a szerbhorvát nyelv elnevezést, ami hozzájárult azon eszme elterjedéséhez, hogy a szerb és a horvát egy és ugyanaz a nyelv.
A horvát és a szerb nyelv közötti közeledés folytatódott az első világháború után, ezúttal a Szerb–Horvát–Szlovén Királyság keretén belül, amelyből később Jugoszlávia lett, a háborúban győztes Szerbia égisze alatt. A belgrádi hatóságok egyre inkább szorgalmazták a szerbhorvát nyelv eszméjét, viszont a horvátok csalódtak az egységes államban alkalmazott politikai megoldásokban, és visszatértek a háború előtti horvát sztenderdhez. Ekkor a horvát és a szerb között eltávolodási időszak következett.
A második világháború alatt megalkották az ún. Független Horvát Államot, a náci Németország hűséges kiszolgálóját, mely üldözte a szerb kisebbséget. Nyelvi téren hatóságai a horvát nyelv minél nagyobb eltávolítását gyakorolták a szerb nyelvtől, megpróbálva úgymond „megtisztítani” a horvát nyelvet a nem horvát elemektől.
A háború utáni kommunista Jugoszláviában a horvát és a szerb nyelv egymáshoz közelítése a párt- és állampolitika részévé vált. Ezt a horvát kommunisták is elfogadták, ami világosan kitűnik az 1954-ben elfogadott „Újvidéki megegyezés”-ből. Ezt 25 nyelvész és író írta alá, 18 szerb és hét horvát. Abban egyeztek meg, hogy a szerbek, a horvátok és a montenegróiak közös nyelve a szerbhorvát, amit horvátszerbnek is lehet nevezni, és amelynek két irodalmi változata van, a szerb és a horvát.
A rendszer 1960-as évekbeli viszonylagos liberalizációját kihasználva, a horvát értelmiségiek elégedetlenségüket fejezték ki a szerb nyelvváltozat elhatalmasodása iránt az állam intézményeiben. 1967-ben hét horvát nyelvész és író megszerkesztette a „Nyilatkozat a horvát irodalmi nyelv helyzetéről és elnevezéséről” című dokumentumot, amelyben nem három, hanem négy jugoszláviai nyelv egyenrangúságát követelték: a szlovén, a horvát, a szerb és a macedón nyelvét. Ugyanakkor kérték, hogy a szerb nyelv ne legyen többé uralkodó állami szinten és az államszövetség intézményeiben. 1971-ben új, az újvidéki megegyezést be nem tartó Horvát helyesírás jelent meg, melyet azonnal visszavontak. Mégis a horvát tagköztársaság 1974-es alkotmánya ennek hivatalos nyelvét „horvát irodalmi nyelv”-ként nevezte meg, melyet hivatalosan tilos volt az „irodalmi” jelző nélkül használni. Ugyanakkor a szerbek hivatalosan csak a szerbhorvát nyelv elnevezést használták. Ezzel újabb eltávolodási időszak kezdődött el a két sztenderd között.
Bosznia-Hercegovina 1974-es alkotmányában ennek hivatalos nyelvét „szerbhorvát-horvátszerb”-nek nevezték, de muszlim értelmiségiek jellegzetes kulturális örökségükön alapuló nyelvváltozatot műveltek.

## A nyelv helyzete a 21. században
Az 1990-es évek eleje óta Jugoszlávia szétesése folyamatában a nacionalista tendenciák fokozódnak. Mindegyik új szuverén állam hatóságai a nyelvet is használják az államnak megfelelő nemzet kialakulásának eszközeként. Ezért, politikai okok miatt, a szerb, a horvát, a bosnyák és a montenegrói különálló hivatalos nyelvek lettek, és a szerbhorvát nyelv fogalmát, mely szintén politikai okokból született, általában kompromittáltnak tekintik.
Horvátország függetlenségének kikiáltása után (1991) a horvát és a szerb nyelv szétválasztására törekedő „nyelvtisztítás” megerősödik ebben az országban, a „szerbizmusokat” és az „internacionalizmusokat” a nacionalista nyelvészek elvetik. Újraélesztenek a nyelvből többé-kevésbé már eltűnt szavakat, és szláv alapú neologizmusokat alkotnak.
Szerbiában a nyelvtisztító törekvések kevésbé érvényesülnek. A horvátnak tekintett szavakat jövevényszavakként kezelik. Bár az alkotmány kimondja, hogy az állam hivatalos nyelve a cirill ábécével írt szerb nyelv, a latin ábécé is használatos a nem hivatalos dokumentumokban. Ugyanakkor a Szerb Nyelv Sztenderdizálásának Tanácsa a cirill ábécé használatát szorgalmazza, melyet veszélyeztetettnek lát.
A független Bosznia-Hercegovina megalakulása után a bosnyák nyelv hivatalossá válik, és kidolgozzák sztenderdjét. Azok a nyelvészek, akik sajátossá akarják tenni, szláv eredetű szavak helyett ezeknek a nyelvben meglévő török, arab és perzsa eredetű szinonimáit ajánlják.
A 2006 óta független Montenegró alkotmánya kimondja, hogy az ország hivatalos nyelve a montenegrói, és ennek is megvan a saját sztenderdje. Ez magába foglalja a montenegrói nyelvjárások sajátos, de közös vonásait, valamint a Karadžić-féle reform előtti montenegrói irodalom sajátos nyelvi vonásait.

## Hogyan nevezik nyelvüket a beszélői
A beszélők többsége sohasem nevezte nyelvét szerbhorvátnak. Ez csak a nyelvészek és a hivatalos közegek által használt szakkifejezés volt. A szerbek mindig is azt állították, hogy szerbül beszélnek, a horvátok pedig, hogy horvátul. A montenegróiak általában szerbnek nevezték nyelvüket, olykor meg montenegróinak. A bosnyákok többnyire horvát ajkúaknak tartották magukat, de olykor szerb vagy bosnyák nyelvűeknek. A 2011-es szerbiai népszámlálás adatai szerint és Montenegróban, a 2011-es népszámlálás adatai szerint, ezekben az országokban nincsenek szerbhorvátul beszélő személyek. Bosznia-Hercegovinára vonatkozóan nincsenek rendelkezésre álló adatok a lakosság anyanyelv szerinti eloszlásáról. Mindazonáltal a CIA The World Factbook-ja megemlíti, hogy ebben az országban a bosnyákot, a horvátot és a szerbet beszélik. Ugyanakkor jelen van Boszniában egy „politikailag korrekt” elnevezés, az egymással kapcsolatot kereső és ápoló fiatalok például tendenciózusan ezt használják: naš jezik ’a mi nyelvünk’, naški ’a mi nyelvünkön’.
Gondot jelent anyanyelvük megnevezése a vegyes házasságokból származóknak. Azok, akik identitásuk egyetlen részéről sem akarnak lemondani, azt mondják, hogy szerbhorvátul beszélnek. Ez az elnevezés csak Horvátországban található meg a népszámlálások dokumentumaiban. Itt azok száma, akik a szerbhorvátot jelölik meg anyanyelvükként 7 822, miközben azoké, akik a horvátszerbet deklarálják 3 059, azaz összesen 10 881 a 4 284 889-es összlakosságból.

## Hogyan nevezik ezt a nyelvet a volt Jugoszlávián kívül
Egyes országokban azon statisztikák, amelyek a lakóik anyanyelvére is utalnak, továbbra is használják a „szerbhorvát” elnevezést. Például Kanadában külön említenek szerbül, horvátul és szerbhorvátul beszélőket. A Hágai Nemzetközi Törvényszék a „bosnyák, horvát vagy szerb” nyelv elnevezést fogadta el.

## Nyelvészek véleménye
A polémia a „szerbhorvát” fogalom körül nagyon heves Jugoszlávia szétesése óta, nemcsak szerb és horvát nyelvészek között, hanem mindkét nyelvészcsoporton belül is. Egyesek továbbra is hangoztatják e nyelv egységét, szerbhorvátnak nevezve azt, mások elismerik és diarendszernek nevezik, megint mások nem hajlandók egységként foglalkozni vele, következésképpen nem nevezik sehogy sem.

### Szerb nyelvészek
A szerb nyelvészek egy része, például Vera Bojić, Predrag Dragić Kijuk, Miloš Kovačević és Tiodor Rosić úgy véli, hogy minden štokavski dialektust beszélő személy szerb, és szerbül beszél, akár ortodox, akár katolikus, akár muszlim, tehát a szerb nyelvet beszélők közé nemcsak a montenegróiakat számítják, hanem a štokavski horvátokat és a bosnyákokat is.
Más szerb nyelvészek nem osztják ezt a véleményt. Idetartoznak Pavle Ivić, Drago Ćupić, Novica Petković, Branislav Brborić és Slobodan Remetić, akik a Szerb Nyelv Sztenderdizálásának Tanácsa nevében emelnek szót ellene, valamint Ivan Klajn és Predrag Piper. Ez utóbbi különbséget tesz szociolingvisztikai nézőpont, amely szerint a szerb és a horvát két külön nyelv, és nyelvészeti szemlélet között, amely egyetlen nyelvként tekinti őket. Ennek megnevezésével kapcsolatban ezt állítja: „napjainkban is a nyelvészek gyakran használják a szerb nyelv és a horvát nyelv elnevezések mellett a szerbhorvát vagy horvátszerb elnevezéseket, mint e nyelv nyelvészeti elnevezéseit”. Ugyanaz a szerző megállapítja, hogy napjainkban Szerbiában „a nyelvi politika és a nyelvi tervezés a szerb irodalmi nyelv fogalom, és nem a szerbhorvát nyelv fogalom körül szerveződnek”. Pavle Ivić azt állítja, hogy „a szerbek által beszélt nyelvet a leggyakrabban szerbhorvátnak nevezik a tudományban”, azt is megjegyezve, hogy a horvátok és a bosznia-hercegovinai muszlimok is ezt beszélik, a horvátok horvátnak, a szerbek szerbnek nevezve. Egy másik szerb nyelvész, Ranko Bugarski, azt állítja a szerbhorvát nyelvről, hogy az „továbbra is él, bár nem hivatalos módon”.

### Horvát, bosnyák és montenegrói nyelvészek
Egyes horvát nyelvészek elismerik a szóban forgó nyelvi entitás létét, de kompromittáltnak tartják és elutasítják a szerbhorvát/horvátszerb fogalmat. Dalibor Brozović helyébe a „közép-délszláv diarendszer” fogalmat javasolja, melyet a dialektológiából vesz át. Ezt a fogalmat és elnevezést más horvát nyelvészek is elfogadják, például Mijo Lončarić, Ranko Matasović és Josip Lisac. Bosnyák nyelvészek is osztják ezt a nézetet, például Dževad Jahić és Senahid Halilović. A montenegrói Vojislav Nikčević, a montenegrói nyelv eszméjének fő szorgalmazója, a „štokavski diarendszer” elnevezést preferálja, azaz nem foglalkozik a „szerbhorvát” fogalomba beleértett čakavski, kajkavski és torlački dialektusokkal is.
Más horvát nyelvészek mindennemű horvát–szerb–bosnyák–montenegrói nyelvi közösséget elvetnek, azt állítva, hogy nem tisztjük az ezek közötti hasonlóságokkal foglalkozni, hanem csak a horvát nyelvvel. Következésképpen nem fogadják el sem a szerbhorvát/horvátszerb, sem a közép-délszláv diarendszer fogalmat. Példa erre a hozzáállásra Zvonko Pandžić, aki az utóbbi fogalomban nem lát mást, mint a „szerbhorvát” újabb megtestesülését.
Vannak olyan horvát nyelvészek is, akik úgy vélik, hogy a négy sztenderd nyelv egy és ugyanaz a nyelv a nyelvészet szempontjából. Így gondolja például Dubravko Škiljan. Radoslav Katičić azt állítja a hercegovinai horvát nyelvjárásokról és a szerb nyelvjárásokról, hogy „egyazon nyelv különböző dialektusai”. Snježana Kordić  szerint a nyelvészet szempontjábol is, és a szociolingvisztikáéból is egységes nyelvről van szó, amit semmi sem indokol már nem szerbhorvátnak nevezni.
Bosznia-Hercegovinában olykor a bosnyák nyelv terminust használják, máskor együtt kezelik a bosnyákot, a horvátot és a szerbet, a BHS rövidítéssel, ugyanakkor külön nyelveknek tekintve őket.

### Más nyelvészek
A volt Jugoszlávián kívüli nyelvészek, akik általában nem viszonyulnak érzelmileg a kérdéshez, megállapítják egyrészt a szerbek, a horvátok, a bosnyákok és a montenegróiak közös anyanyelvének nyelvészeti valóságát, másrészt az ennek megfelelő négy ausbaunyelv szociolingvisztikai valóságát, bár közöttük sincs terminológiai egység. Egyesek használják a „szerbhorvát” terminust, mint például Robert D. Greenberg, aki ugyanakkor megállapítja „az egységes szerbhorvát nyelv szétesését”, és „a szerbhorvát négy utódnyelvé”-ről beszél.
Más nyelvészek magukévá teszik a „közép-délszláv diarendszer” fogalmát, például Svein Mønnesland , aki ezt írja: „A horvátok, a szerbek, a boszniai muszlimok (vagy bosnyákok) és a montenegróiak által beszélt nyelvet egyazon szláv nyelvnek lehet tekinteni, a szó nyelvészeti értelmében […]. Ezt a szlovén nyelv és a bolgár/macedón nyelv között elterülő nyelvet vagy nyelvi területet közép-délszlávnak lehet nevezni (a kifogásolt szerbhorvát terminus megkerülése céljából)”. Juhani Nuorluoto egy másik szerző, aki használja ezt a terminust.
Egyes intézményekben a nyelvet három vagy négy sztenderdjének elnevezésével tanítják. A párizsi Keleti Nyelvek és Civilizációk Nemzeti Intézetében (INALCO) ez a „bosnyák–horvát–szerb”. A Duke Egyetem (Amerikai Egyesült Államok) Szláv és Kelet-Európai nyelvek Kutatási Központja is a „bosnyák/horvát/szerb (BHSz)” nyelvvel foglalkozik, miközben a Sorbonne Egyetemen szerb–horvát–bosnyák–montenegrói nyelvből lehet diplomát szerezni.

## A közös nyelv eszméjének újraéledése
2016-ban bosznia-hercegovinai, horvátországi, montenegrói és szerbiai értelmiségiek mozgalmat indítottak azzal a céllal, hogy visszaszorítsák azt a szerintük nacionalista és káros nézetet, hogy a bosnyák, a horvát, a montenegrói és a szerb külön nyelvek. Szervezetekbe csoportosulva országaik mindegyikében, közös projektet indítottak el Jezici i nacionalizmi (Nyelvek és nacionalizmusok) elnevezéssel, amely keretében konferenciákat tartanak eszméik terjesztése érdekében. 2017. március 30-án nyilatkozatot tettek közzé, melyet elsőként 231 nyelvész, más területeken tevékenykedő egyetemi tanár, író, irodalmi kritikus, újságíró, művész, politológus stb. írt alá, és további aláírások számára nyitott jegyzéket.
A nyilatkozat azt hangoztatja, hogy a bosnyákok, a horvátok, a montenegróiak és a szerbek ugyanazt a nyelvet beszélik, anélkül, hogy ezt másként nevezné meg, mint „közös nyelv”. Ezt „policentrikus típusú közös sztenderd nyelvként” határozza meg, azaz ugyanolyan típusúnak, mint az angol és sok más nyelv, melynek több sztenderd változata van, amelyeket több nemzet, több országban használ. Az aláírók ellene vannak annak, hogy mindegyik változatban a lehető legtöbb jellegzetes nyelvi vonást szabályozzák azzal a céllal, hogy különböző nyelvek látszatát keltsék. Arra is felhívják a figyelmet, hogy a sztenderd változatok mesterséges elkülönítése olyan negatív társadalmi, kulturális és politikai jelenségeket idéz elő, mint bürokratikus visszaélések, nyelvi használatra alapozott megkülönböztetések, anyagi forrásokat felemésztő „fordítások” egyik változatról a másikra a jogi és a közigazgatási gyakorlatban, valamint a médiában.
Az aláírók megjegyzik, hogy a közös nyelv létezése nem vonja kétségbe beszélőinek különböző nemzetekhez, régiókhoz vagy államokhoz való tartozását, sem mindegyik entitás jogát, hogy a saját változatát szabályozza, sem minden egyén azon jogát, hogy úgy nevezze a nyelvét, ahogy óhajtja. Ugyanakkor a négy sztenderd változatnak egyenlő jogai vannak.
A nyilatkozat felhív a nyelvváltozat (beleértve a területit is) egyéni választása szabadságának a tiszteletben tartására, akár a beszélők, akár az irodalom, a művészet vagy a média használja azt. Ugyanakkor kölcsönös nyíltságot és szabadságot kér a „keveredés”, a mindenféle nyelvi kifejezési formák egyik változatból a másikba való behatolása számára, a beszélők közös érdekében.